# Vega (podjetje)
Vega je nekdanji slovenski ponudnik mobilne telefonije. Deloval je med letoma 2001 in 2006, ko je prešel v 100 % last podjetja Western Wireless International. Uporabljal je omrežno številko 070. Leta 2003 sta bili vloženi tožbi s strani Vege proti Mobitelu ter Republiki Sloveniji zaradi domnevno nekonkurenčnih razmer na trgu. Proces še ni doživel sodnega epiloga.
Leta 2006 je infrastrukturo podjetja odkupilo podjetje Tušmobil in 31. oktobra 2007 postal 3. mobilni operater v Sloveniji.